# Bedoelde interpretatie
Met bedoelde interpretatie wordt de logische interpretatie bedoeld die de ontwerper van een formeel systeem van het begin af aan met dit systeem voor ogen heeft. De bedoelde interpretatie komt niet tot uiting in het deductieve systeem, maar is wel in hoge mate bepalend bij het opstellen van de formele grammatica en de afleidingsregels van het formele systeem. Zo worden propositionele formules bijvoorbeeld over het algemeen zo gekozen dat ze als tegenhanger betekenisvolle zinnen als gevolg van de bedoelde interpretatie hebben, en moeten axioma's voldoen aan de voorwaarde dat ze in de bedoelde interpretatie de vorm van waarheidsbevattende zinnen in wiskundig-logische zin aannemen. Hieruit volgt automatisch dat formeel bewijs altijd waar is.
Het bestaan van niet-standaard modellen is een voorbeeld van formele systemen die meer interpretaties in de vorm van modellen dan alleen de bedoelde interpretatie hebben.  